# Carlo Cristofori
Carlo Cristofori (* 5. Januar 1813 in Viterbo; † 30. Januar 1891 in Rom) war ein italienischer Jurist und Kurienkardinal der römisch-katholischen Kirche.

## Leben
Carlo Cristofori, Sohn einer Adelsfamilie, studierte Zivil- und Kirchenrecht in Viterbo und Rom. 1838 wurde er an die Kurie berufen. Dort war er zunächst an der Römischen Rota und anschließend als Referent an der Apostolischen Signatur tätig, ehe er Richter am Tribunal des Päpstlichen Haushalts wurde. Papst Pius IX. berief ihn 1874 zum Archivar des Heiligen Stuhls, was Cristofori bis 1877 blieb.
Papst Leo XIII. ernannte ihn 1880 zum Auditor der Römischen Rota, 1882 wurde er Regens der Apostolischen Pönitentiarie. Am 18. April 1885 folgte die Ernennung zum Generalauditor der Apostolischen Kammer. Im Konsistorium vom 27. Juli 1885 nahm ihn Leo XIII. als Kardinaldiakon von Santi Vito, Modesto e Crescenzia ins Kardinalskollegium auf. Die Diakonenweihe empfing er am 6. Dezember desselben Jahres. Cristofori ist bis heute der letzte Kardinal, der zum Zeitpunkt seiner Kreierung keine geistlichen Weihen erhalten hatte.
Am 14. März 1889 ernannte Leo XIII. Kardinal Cristofori zum Präfekten der Ablass- und Reliquienkongregation. Dieses Amt übte er bis zu seinem Tod im Januar 1891 aus.